# Vojni kabinet predsednika Vlade Republike Slovenije
Vojni kabinet predsednika Vlade Republike Slovenije je bil posvetovalno-upravni organ predsednika Vlade Republike Slovenije, ki je bil aktiven med in neposredno po slovenski osamosvojitveni vojni.

## Sestava
- predsednik: Lojze Peterle
- člani: Andrej Ocvirk, Maks Bastl, Dušan Šešok, Lojze Janko, Jelko Kacin, Dimitrij Rupel, Igor Bavčar, Janez Janša.